# Cna (obwód brzeski)
Cna (biał. Цна; ros. Цна) – wieś na Białorusi, w obwodzie brzeskim, w rejonie łuninieckim, w sielsowiecie Kożangródek, nad rzeką Cną.
W dwudziestoleciu międzywojennym wieś i folwark Cna leżały w Polsce, w województwie poleskim, w powiecie łuninieckim, do 18 kwietnia 1928 w gminie Kożangródek. Następnie wieś weszła w skład gminy Łachwa, a położony na przeciwnym brzegu rzeki Cny folwark znalazł się w gminie Łuniniec. Po II wojnie światowej w granicach Związku Sowieckiego. Od 1991 w niepodległej Białorusi.